# Rio Canindé (Ceará)
O Rio Canindé é um rio brasileiro que banha o estado do Ceará. 
Sua nascente está localizada no município de Canindé e sua foz no rio Curu no município de Pentecoste. Banha também os municípios de Paramoti, Caridade e Apuiarés.
Em seu leito está construído o Açude Pentecoste.